# Уваэгбулам, Джаспер
Джаспер Чибуэзе Уваэгбулам (англ. Jasper Chibueze Uwaegbulam; 12 декабря 1994, Оверри, также известный как Джаспер Ува (англ. Jasper Uwa)) — нигерийский футболист, полузащитник.

## Биография
В начале 2008 года был отобран вместе с двумя десятками юных футболистов из Африки в катарскую академию «Эспайр». В составе команды академии принимал участие в международных турнирах «Молочный кубок» (2010) и Виареджо (2012). Во взрослом футболе дебютировал весной 2013 года, сыграв 4 матча за клуб второго дивизиона Бельгии «Эйпен».
Осенью 2013 года перешёл в эстонский клуб «Пайде ЛМ». Дебютный матч в высшей лиге Эстонии сыграл 19 октября 2013 года против «Таммеки», а первый гол забил в своём втором матче — 22 октября в ворота «Инфонета». За «Пайде» выступал в течение четырёх с половиной сезонов, сыграв 91 матч и забив 21 гол в высшей лиге Эстонии. В сезоне 2014/15 стал финалистом Кубка Эстонии.
О выступлениях в следующие полтора года сведений нет[уточнить]. Летом 2019 года присоединился к аутсайдеру высшей лиги Эстонии «Маарду ЛМ» и забил 5 голов в 7 матчах чемпионата, в том числе сделал хет-трик 7 июля 2019 года в ворота таллинского «Калева». Через пять дней в кубковом матче против «Валга Уорриор» (12:0) забил 5 мячей.
В начале 2020 года перешёл в клуб третьего дивизиона Австрии «Штадль-Паура», но сыграл только один матч, затем чемпионат был остановлен из-за пандемии Ковид. В 2021 году выступал на любительском уровне в Финляндии за «Норрвалла», а в первой половине 2022 года играл в третьем дивизионе Финляндии за «Якобстад БК», где забил 9 голов за 13 игр.

## Достижения
- Финалист Кубка Эстонии: 2014/15